# Island of Lost Souls (pel·lícula de 1932)
L’illa de les ànimes perdudes és una pel·lícula de terror de ciència-ficció estatunidenca, prèvia al Codi Hays, de 1932: la primera adaptació de cinema no muda de la novel·la de HG Wells de 1896 L’illa del doctor Moreau. La pel·lícula va ser produïda per Paramount Pictures, dirigida per Erle C. Kenton, a partir d’un guió coescrit per l’autor de ciència-ficció Philip Wylie. Els actors principals van ser Charles Laughton, Richard Arlen, Leila Hyams, Béla Lugosi i Kathleen Burke. L'acció se centra en una remota illa del Pacífic Sud, on el científic boig, el Dr. Moreau, realitza en secret experiments per accelerar l'evolució en plantes i animals, amb conseqüències horribles. Plens d’imatges de crueltat, híbrids animals-humans i idees irreligioses amenaçadores, la seva estrena va ser controvertida. Prohibida en alguns països durant dècades, ara és reconeguda com un clàssic de ciència-ficció i ha adquirit la condició de pel·lícula de culte. A Catalunya es va estrenar a les sales el 2015 en versió original amb subtítols en català.

## Argument

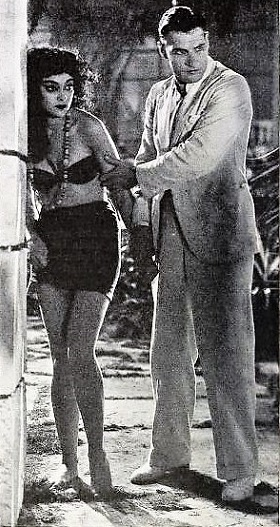
Kathleen Burke i Richard Arlen

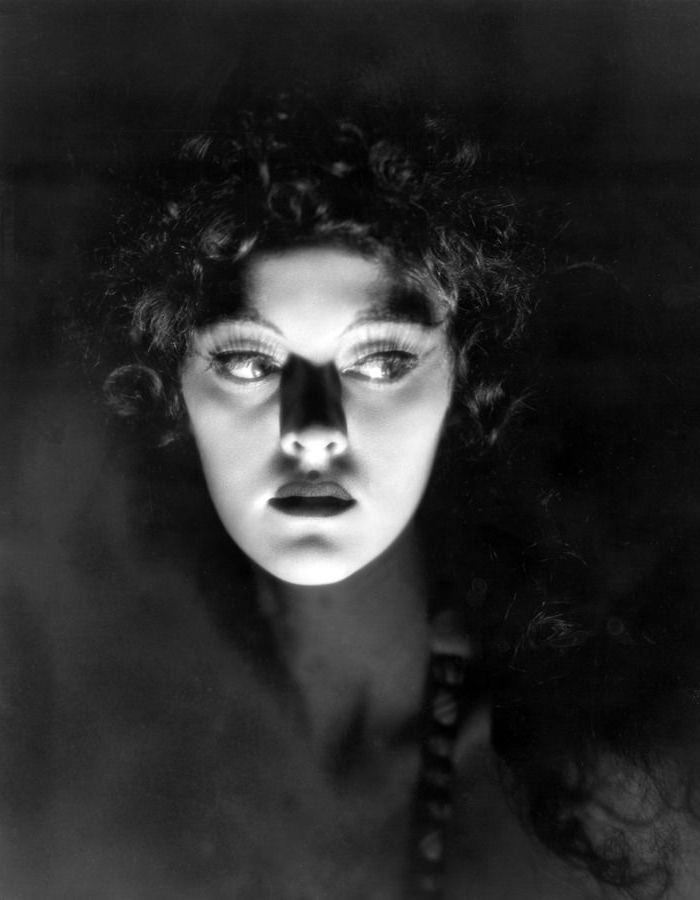
Kathleen Burke com a Lota

El viatger nàufrag Edward Parker (Richard Arlen) és rescatat per un vaixell que porta animals a una illa aïllada dels mars del Sud propietat del doctor Moreau (Charles Laughton). Després que Parker es baralli amb el capità borratxo del vaixell de càrrega (Stanley Fields) pel seu maltractament a M'ling (Tetsu Komai), un passatger d'aspecte estrany amb algunes característiques bestials, el capità llança Parker per la borda al vaixell del senyor Montgomery (Arthur Hohl), amb destinació a L'illa de Moreau.
Quan Parker arriba a l’illa, Moreau li dona la benvinguda a casa seva i li presenta a Lota (Kathleen Burke), una jove atractiva, però una mica estranya, poc vestida, que sembla temerosa i tímida. Quan els dos senten crits que provenen d'una habitació tancada amb clau, que Lota anomena "la casa del dolor", Parker investiga. Veu a Moreau i l’assistent, Montgomery, operar una criatura semblant a un home sense anestèsia. Convençut que Moreau fa una vivisecció sàdica, Parker intenta anar-se, només per trobar-se amb humanoides d’aspecte brutal que semblen simis, felins, porcs i altres bèsties que surten de la selva. Moreau apareix, colpeja el seu fuet i ordena a un home pelut semblant a un llop (Bela Lugosi), que reciti les normes contra la violència (La llei). Després, els "homes" estranys es dispersen.
De tornada a la casa principal, el metge intenta calmar Parker explicant el seu treball científic, que va començar a experimentar a Londres molts anys abans, accelerant l'evolució de les plantes. Després va progressar cap als animals, intentant transformar-los en humans mitjançant "cirurgia plàstica, transfusions de sang, extractes de glàndules i banys de raigs". Quan un híbrid gos va escapar del seu laboratori, va horroritzar a la gent i es va veure obligat a deixar Anglaterra.
Li confia a Parker que Lota és l'única femella de l'illa, però amaga que era derivada d'una pantera. Més tard, expressa en privat la seva emoció a Montgomery perquè Lota mostra emocions humanes reals en la seva atracció per Parker. Per poder seguir observant aquest procés, Moreau assegura que Parker no pot marxar destruint l'únic vaixell disponible, culpant als seus homes bèstia.
Mentre Parker passa temps amb Lota, ella s'enamora. Finalment, els dos es besen, però Parker es queda afectat per la culpa, ja que encara estima la seva promesa, Ruth Thomas (Leila Hyams). Mentre Lota l’abraça, Parker sent dolor i, a continuació, examina les seves ungles, que tornen a ser unes urpes semblants als animals. En un atac de ràbia, entra a l’oficina del doctor Moreau per confrontar-lo pel seu comportament criminal en crear Lota. El doctor Moreau explica tranquil·lament que Lota és la seva creació més perfecta i volia veure si era capaç d’enamorar-se d’un home i de tenir fills semblants als humans. Parker fa caure violentament Moreau a terra i exigeix abandonar l'illa. Quan Moreau s'adona que Lota comença a tornar al seu origen de pantera, primer es desespera, creient que ha fracassat -fins que s'adona que Lota plora, mostrant emoció humana. Les seves esperances augmenten i crida que "cremarà" els animals que queden a la casa del dolor.
Mentrestant, el cònsol nord-americà (George Irving) a Apia, Samoa, la destinació original de Parker, descobreix la ubicació de Parker pel capità del vaixell. La seva promesa, Ruth Thomas, persuadeix el capità Donahue (Paul Hurst) perquè la porti a l’illa de Moreau. Es reuneix amb Parker, però Moreau els convenç que és massa perillós tornar al vaixell de Donahue a les fosques a través de la jungla habitada per les bèsties. Accepten de mala gana quedar-se la nit. Ouran, una de les creacions de Moreau a partir d'un mico, intenta irrompre a l'habitació de Ruth. Afortunadament, es desperta i crida demanant ajuda, i Ouran és expulsat. Donahue ofereix llavors intentar arribar al vaixell i buscar la seva tripulació. Moureau, veient-lo marxar, envia Ouran per escanyar-lo dient-li que no cal que no es preocupi per la Llei.
Tanmateix, això té un efecte imprevist. Els homes-bèstia ja no se senten obligats per les lleis de Moreau. Tornant a la seva naturalesa animal, incendien les seves barraques i desafien a Moreau, que intenta recuperar el control, en va. Desesperat, els exigeix: "Quina és la llei?" La seva resposta és: "Ja no hi ha llei!" Els homes bèstia arrosseguen el metge a la seva casa del dolor, on el lliguen a la taula d'operacions i el desmembren amb els seus propis ganivets quirúrgics.
Amb l'ajut del descontent Montgomery, Parker i Ruth fugen. Parker insisteix a portar Lota. Quan Lota veu a Ouran seguir-los, espera per emboscar-lo. Tots dos moren en la lluita que segueix. Els altres escapen en vaixell mentre l’illa s'enflama, presumiblement destruint el treball de Moreau i erradicant els homes-bèstia.

## Repartiment
- Charles Laughton com Dr. Moreau
- Richard Arlen com Edward Parker
- Leila Hyams com Ruth Thomas
- Bela Lugosi (presentat com Bela "Dracula" Lugosi al trailer) com Sayer of the Law (qui diu la Llei)
- Kathleen Burke com Lota, la Dona Pantera
- Arthur Hohl com Mr. Montgomery
- Stanley Fields com Capità Davies
- Paul Hurst com Capità Donahue
- Hans Steinke com Ouran
- Tetsu Komai com M'ling, el fidel criat del Dr. Moreau
- George Irving com cònsol

## Producció
Paramount Pictures va veure la pel·lícula com una manera d’aprofitar l’auge del cinema de terror a principis dels anys trenta. En el seu material publicitari, l'estudi va interpretar la possibilitat de "biologia creativa" com a dispositiu promocional amb una funció publicitària titulada "La ciència prova de crear vida!" Els cineastes van convidar al biòleg evolutiu Julian Huxley al plató per obtenir la seva aprovació de la precisió científica de la seva pel·lícula.

## Estrenes
L'illa de les ànimes perdudes es va estrenar teatralment als Estats Units a finals de desembre de 1932, amb projeccions que van començar a Tucson, Arizona la nit de Nadal. Va continuar obrint-se a diverses ciutats durant la setmana següent, estrenant-se a Groton, Vermont el 28 de desembre de 1932, i Bristol, Tennessee, el 30 de desembre de 1932.

### Censura
Quan la pel·lícula va ser revisada el 1932 per l'oficina Hayes de l'era anterior al Codi, relativament permissiva, es va aprovar i es va assenyalar que alguns consells de censura estatal podien oposar-se a una línia que suggereix que el doctor Moreau sap com seria ser Déu. En canvi, 14 estats van rebutjar plenament la pel·lícula per aquesta afirmació profana i la seva plena acceptació de la llavors controvertida teoria de l'evolució humana. Quan es va reeditar la pel·lícula el 1941, es va sotmetre a revisió a l’Administració del codi de producció, que va aplicar estrictament les restriccions del Codi Hays. Per obtenir l'aprovació per estrenar la pel·lícula, es va tallar tot el diàleg que suggeria que el Dr. Moreau va crear d'alguna manera els homes-bèstia.
La pel·lícula va ser examinada i se li rebutjar un certificat tres vegades pel British Board of Film Censors, el 1933, 1951 i 1957. El motiu de la prohibició inicial es degué a escenes de vivisecció; és probable que la Cinematograph Films Act (Animals) Act de 1937, que prohibia la representació de la crueltat envers els animals en els llargmetratges estrenats a Gran Bretanya, fos un factor significatiu en els rebuigs posteriors de la BBFC. Entre les objeccions de BBFC hi havia referències a "tallar a trossos un home viu", i el doctor Moreau va dir "Sabeu què significa sentir-vos Déu?" També van considerar que l'evolució biològica de la pel·lícula sota control humà era "repulsiva" i "antinatural".
L’autor del llibre, HG Wells, va mostrar-se rotund en la seva aversió a l’adaptació cinematogràfica, sentint que els elements de terror obvis eclipsaven la importància filosòfica més profunda de la història. "I va respondre amb satisfacció oberta quan es va prohibir la pel·lícula a Anglaterra".
La pel·lícula va ser finalment aprovada per a projeccions al Regne Unit amb un certificat "X" el 9 de juliol de 1958, després de fer-ne talls. Posteriorment es va classificar com a PG quan es va reeditar en DVD el 2011 amb els talls restaurats.

## Recepció
El públic i les reaccions crítiques del 1932-3 van variar molt. Tot i que el crític del New York Times Mordaunt Hall va trobar molts elements d'interés, molts expositors i espectadors de teatre de la petita ciutat d'Amèrica la detestaven: "No hi ha excusa per fer una producció d'aquest tipus".
A Rotten Tomatoes, la pel·lícula té una qualificació d'aprovació del 88% basada en 40 revisions, amb una qualificació mitjana ponderada de 8,6/10. El seu consens diu: "Liderat per una interpretació perfecta de Charles Laughton, Island of Lost Souls continua sent l'adaptació cinematogràfica definitiva de la seva font material clàssica".

## Influència
S'han realitzat dues pel·lícules posteriors basades en la mateixa novel·la de HG Wells. La primera es va estrenar el 1977 i és protagonitzada per Burt Lancaster com a metge. La segona es va estrenar el 1996, amb Marlon Brando com a Moreau. A la semblant The Twilight People (1973), l’actriu Pam Grier va interpretar a la dona pantera.
El dramaturg Charles Ludlam es va veure influït per aquesta pel·lícula, així com per la novel·la de Wells i el conte de fades de Charles Perrault, quan escrivia la seva obra Bluebeard (1970).
Els membres de la banda new wave Devo eren fans de la pel·lícula. La seqüència "What is the law?" formava part de la lletra de la cançó de Devo "Jocko Homo", amb la pregunta de Lugosi "Are we are not?" proporcionant el títol al seu àlbum debut del 1978 Q: Are We Not Men? A: We Are Devo! (P: No som homes? R: Som Devo!) El curtmetratge de Devo "The Truth About De-Evolution" i una entrevista amb els membres fundadors Gerald Casale i Mark Mothersbaugh són funcions especials de la reedició de la pel·lícula Criterion Collection 2011 en DVD i BluRay.
Oingo Boingo és una altra banda de la new wave que va retre homenatge a la pel·lícula amb la seva cançó "No Spill Blood", que va comptar amb la tornada "What is the Law? No spill blood!" (Quina és la llei? No hi ha sang vessada!) i va aparèixer al seu àlbum de 1983, Good for Your Soul.
The Meteors, una banda de psychobilly del Regne Unit, va explicar la història de la pel·lícula a la seva cançó "Island of Lost Souls" al seu àlbum Teenagers From Outer Space de 1986, sent el cor un cant prolongat de "We don't eat meat; Are We Not Men? We stand on two feet; Are we Not Men?" (No mengem carn; No som homes? Ens sostenim sobre dos peus; No som homes?), etc.
La banda de heavy metal Van Halen va retre homenatge a la pel·lícula en la versió original de la seva cançó "House of Pain", les primeres lletres de les quals feien referència directament a la història de la pel·lícula. Durant les presentacions escèniques de la cançó cap al 1976–77, el vocalista de Van Halen, David Lee Roth, feia rutinàriament una breu sinopsi de la pel·lícula. La cançó es va arxivar durant la major part d'una dècada, però finalment va ressorgir amb diferents lletres no relacionades amb el cinema a l'àlbum de la banda 1984.
La banda nord-americana de terror-rock Manimals va basar gran part de la seva personalitat escènica en la pel·lícula. El seu EP de vinil Blood is the Harvest de 1985 es tanca amb la cançó "Island of Lost Souls", que inclou una línia "What is the Law?" que els fans cantaven durant els concerts. L'historiador del cinema Gary D. Rhodes els ha qualificat com "els millors del gènere de terror-rock" i n'ha fet referència al seu llibre Lugosi (McFarland Press) de 1997.